# Saurauia pseudostrigillosa
Saurauia pseudostrigillosa là một loài thực vật thuộc họ Actinidiaceae. Nó là loài đặc hữu của Ecuador. Các môi trường sống tự nhiên của chúng là các khu rừng ẩm ướt đất thấp nhiệt đới hoặc cận nhiệt đới and các khu rừng vùng núi ẩm nhiệt đới hoặc cận nhiệt đới. Nó bị đe dọa do mất môi trường sống.